# Sécateur électrique

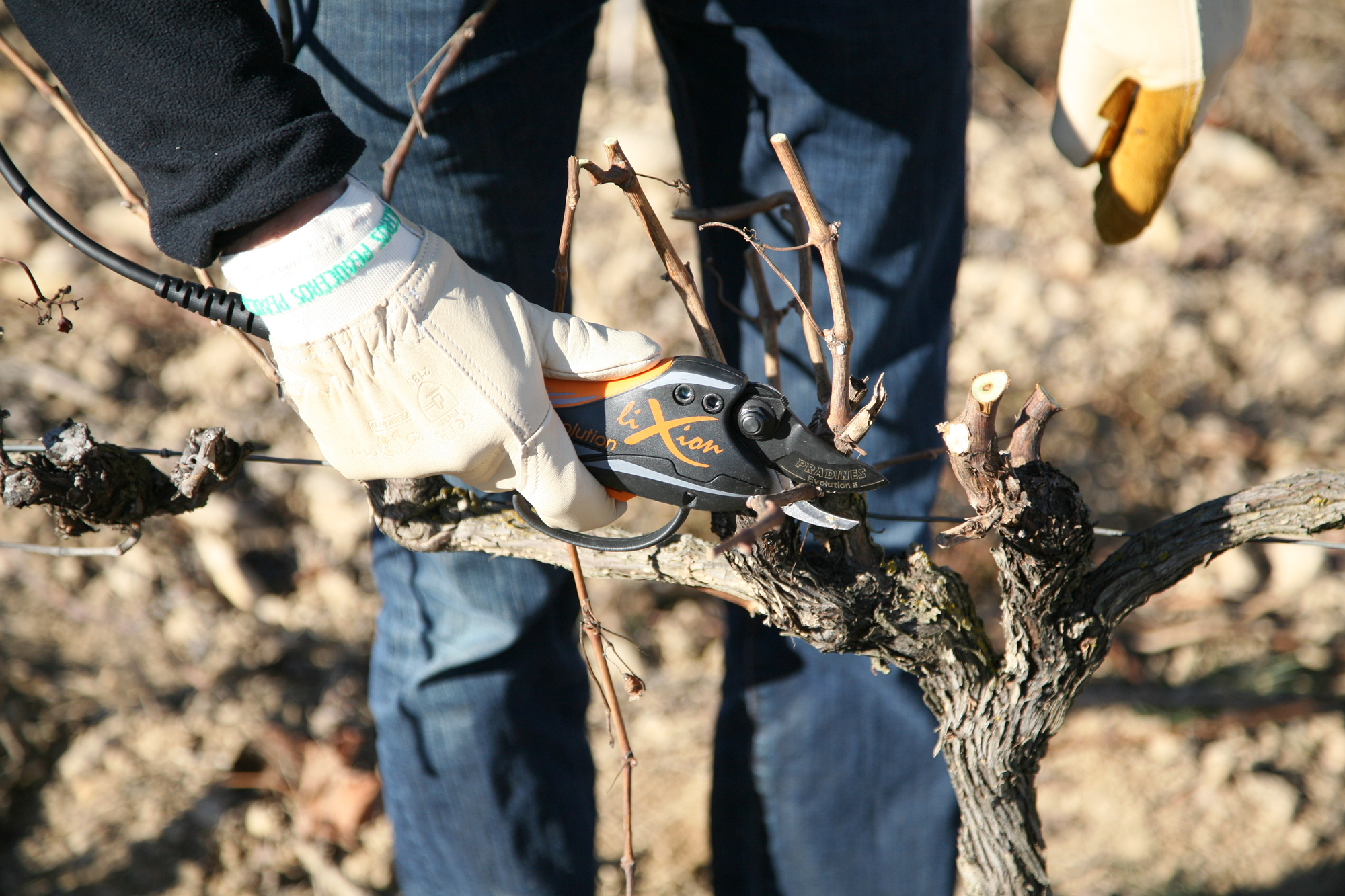
Sécateur électrique viticole

Un sécateur électrique, tout comme un sécateur manuel, est composé d'une paire de ciseaux puissante grâce à un système de ressorts et, sert à la taille de branches, rameaux et arbustes. Alimenté électriquement, il facilite la taille car il suffit généralement d'appuyer sur un bouton pour enclencher les lames. Il s'agit de l'évolution des sécateurs pneumatiques et hydrauliques. Ce dernier se manipule de façon similaire (tube/poignée que l'on tient dans une main, gâchette actionnée par un doigt).

Couramment utilisé pour tailler les vignes, il s’emploie également en arboriculture pour la taille des arbres fruitiers et pour l’entretien des espaces verts.

## Histoire
Le sécateur électrique a été inventé par le français Daniel Delmas durant l'hiver 1984-1985 à Cahuzac-sur-Vère, dans le Tarn. Cette invention avait pour but de répondre à la demande des viticulteurs du Sud-Ouest et a été récompensée par la Palme d’Or de la meilleure innovation lors du salon agricole SITEVI de 1985. À la suite de cette première invention, Pellenc développe en 1987 un sécateur électronique fonctionnant sur batterie.

## Usages

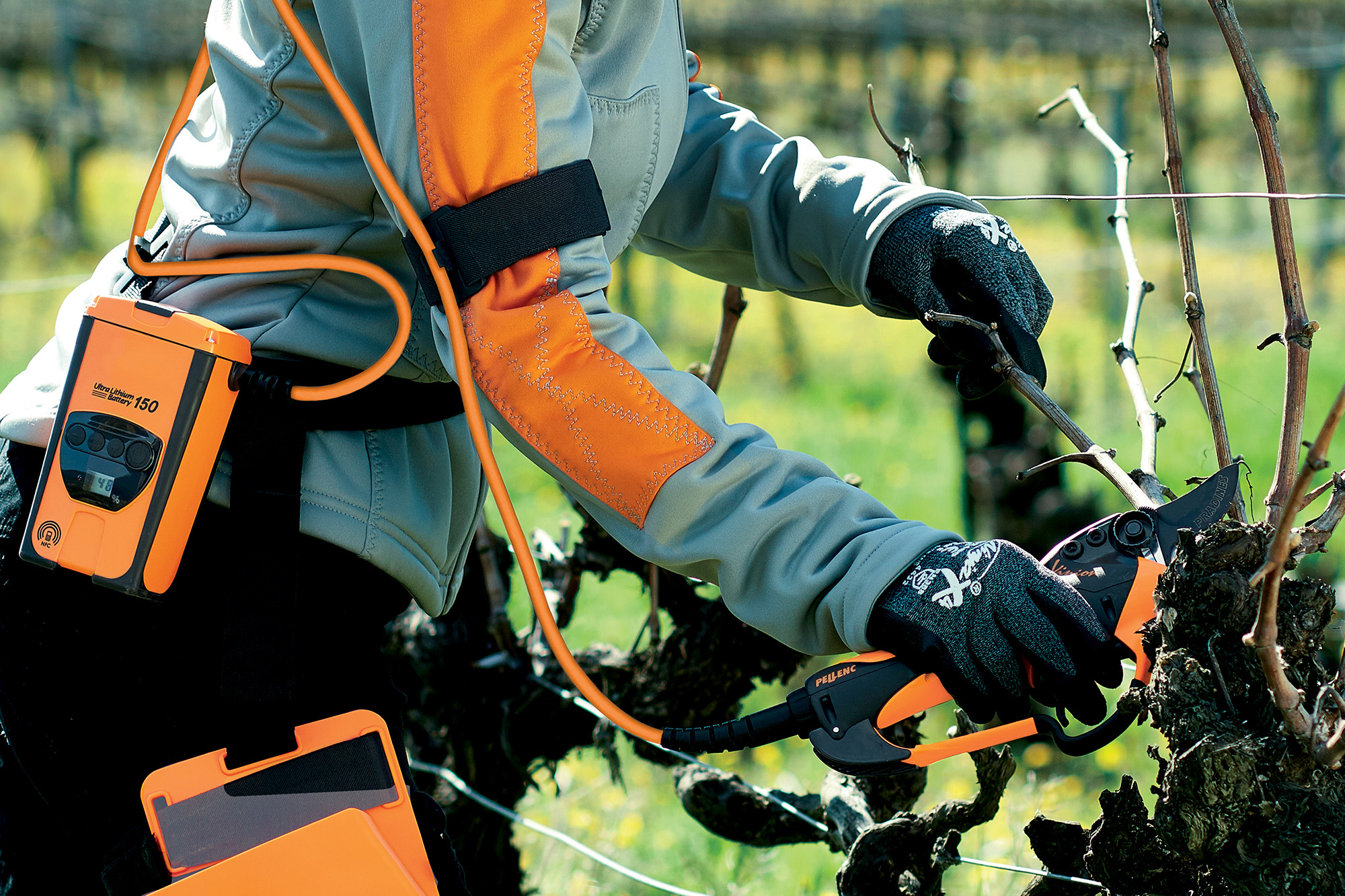
Sécateur électrique viticole

L'usage principal en est encore l'usage d'origine, à savoir, la taille de la vigne. Mais l'usage arboricole se développe de plus en plus, surtout pour la taille des arbres fruitiers, et pour l’entretien des espaces verts par les collectivités locales et les paysagistes. Ce travail peut s’effectuer sur de longues heures car les sécateurs électroniques sont ergonomiques et équipés d’une gâchette assurant la progressivité d’ouverture-fermeture de la tête de coupe afin de tailler tous types de bois.

Dans le marché des particuliers, le sécateur électronique s’utilise principalement pour l’horticulture de loisirs, l’entretien des jardins, les opérations de coupe de tiges et de branches fines. On l’utilise également pour la cueillette de fruits mais aussi pour la taille de petits rameaux d'arbustes.

## Fonctionnement
Le sécateur électronique est alimenté par une batterie de technologie Lithium-ion qui fournit l’énergie à un moteur Brushless, auquel est accouplé le réducteur.

Le réducteur épicycloïdal transmet un mouvement de rotation à une vis à billes qui transforme le mouvement de rotation en mouvement de translation. Ce mouvement de translation est ensuite transmis par deux biellettes à la lame. La rotation du moteur dépend de l’action de la gâchette sur un capteur à effet Hall dont l’information, traitée par la carte électronique, est transmise au moteur sous forme de vitesse, sens de rotation, intensité (donc couple).

## Caractéristiques matérielles

### Caractéristiques générales
Le sécateur électronique est composé de divers éléments (partie opérative, gâchette, câble, connecteur et vis).

La caractéristique principale d’un sécateur est liée à sa tête de coupe qui agit directement sur la qualité de la taille et sa capacité de taille. 
En équipement du sécateur électronique, on retrouve en règle générale :
- Une mallette qui contient la batterie et l’électronique de commande, un connecteur pour le sécateur, un connecteur pour le chargeur et un interrupteur.
- Un harnais ou une ceinture qui reçoit la batterie.
- Une batterie de technologie variable, stockant l’énergie nécessaire, idéalement pour une journée complète de travail.
- Un chargeur de batterie (prise secteur, boîtier, témoin de charge et connecteur)[3]

Un sécateur électronique peut comporter plusieurs accessoires tels que :
- Un tube de graisse pour lubrifier la tête de coupe.
- Une pierre à affûter pour rafraichir le fil de lame (l’entretien de la lame).

### Recharge de la batterie et autonomie
Les moteurs Brushless atteignent un rendement proche de 90% et par conséquent permettent une grande autonomie. Ces moteurs sont sans contact entre rotor et stator.

Le chargeur d’une batterie se branche sur une prise de 220V. Le temps de charge varie en fonction de la capacité de la batterie et du chargeur entre 5 h et 12 h.

Pour des sécateurs électroniques, l’autonomie dépend de la puissance de la batterie utilisée et de l’intensité de la taille. Par exemple, pour une batterie d’une capacité de 200Wh, il faut compter en moyenne 2 à 3 jours d’autonomie.

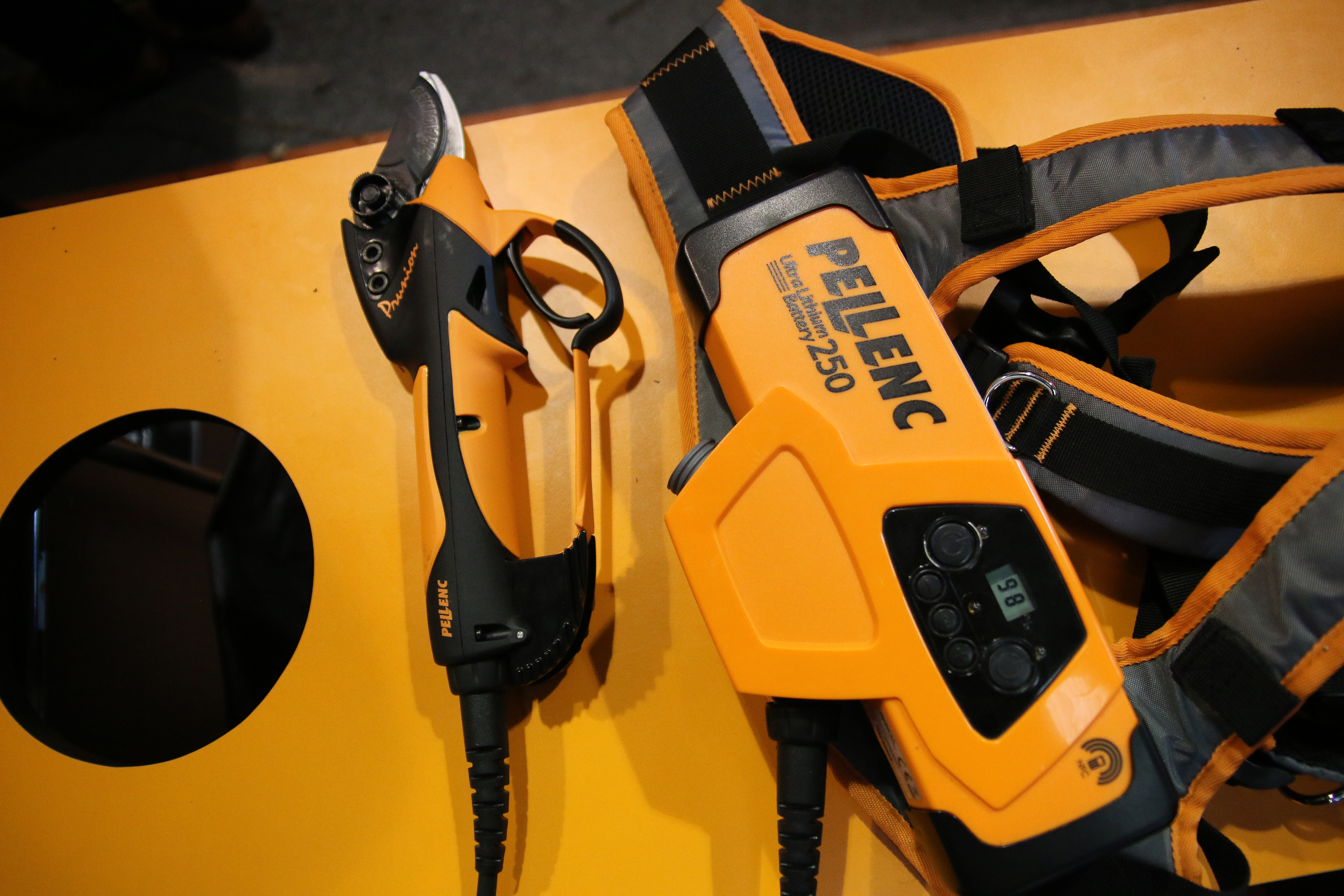
Sécateur électrique et sa batterie.
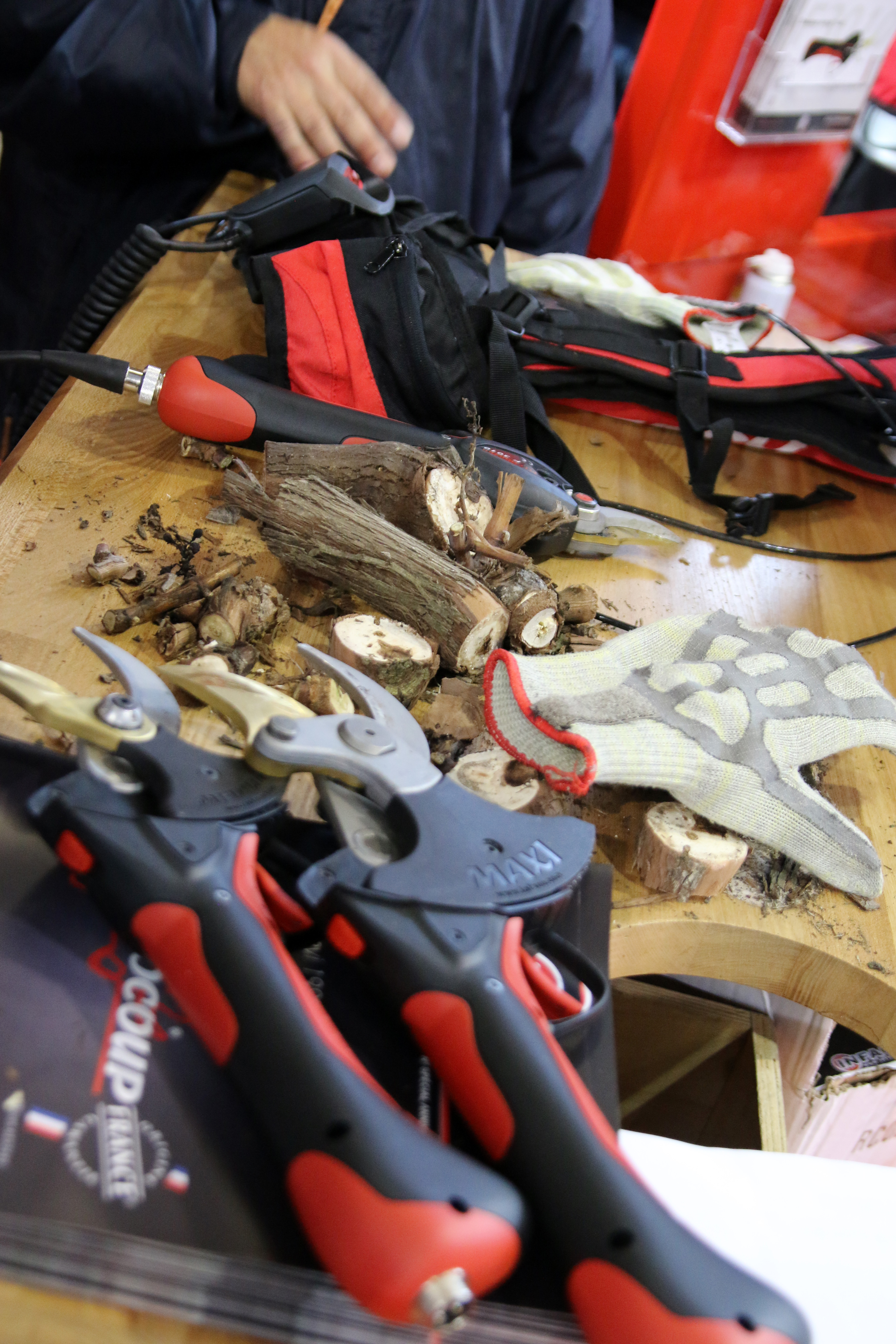
Sécateur électrique en démonstration.
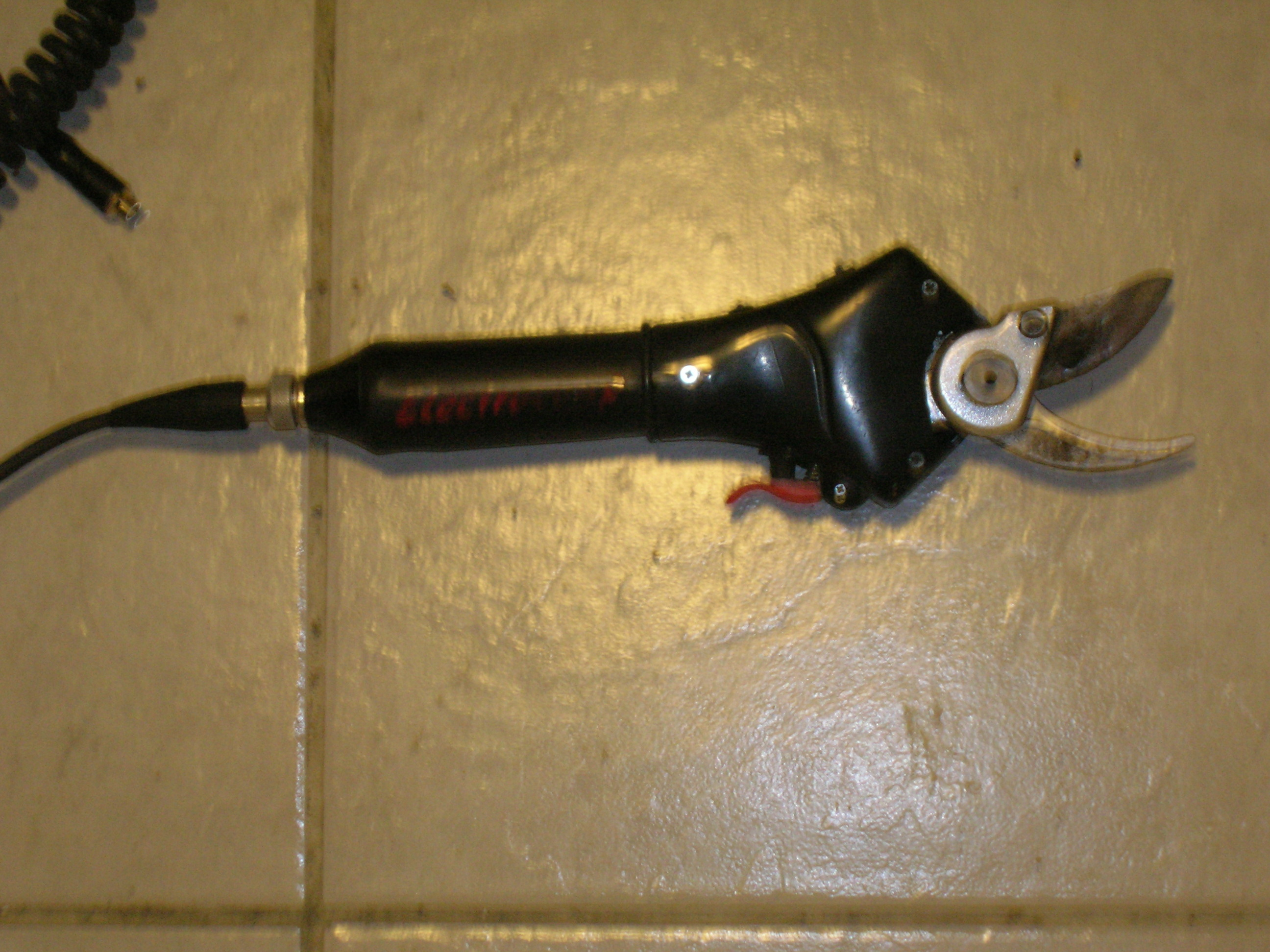
Sécateur électrique.